# Dassault Mirage IV
De Dassault Mirage IV was een Franse supersonische
strategische bommenwerper en verkenningsvliegtuig. Het was jarenlang de hoeksteen van de Franse kernmacht de Force de Frappe. 

## Geschiedenis

### IV/A (attaque)
Halverwege de jaren 1950 besloot Frankrijk zich tot kernmacht te ontwikkelen. Hierdoor ontstond vraag naar een strategische bommenwerper om ter vergelding kernwapens af te werpen.  Op lange termijn kon dan overwogen worden of een ander vliegtuig ontwikkeld moest worden.
De specificaties van de Mirage IV werden na gezamenlijk overleg tussen de Franse overheid en Dassault Aviation goedgekeurd op 20 maart 1957. De Mirage IV werd 50% groter dan de Dassault Mirage III, wat het vleugeloppervlak en de massa verdubbelde. Het vliegtuig kreeg ook een tweede straalmotor en drie keer de brandstofcapaciteit van de Mirage III. Qua vorm en aerodynamica kwamen beide toestellen sterk overeen.
Het eerste prototype, de Mirage IV 01, werd in anderhalf jaar tijd gebouwd in Saint-Cloud nabij Parijs. Eind 1958 werd het naar Melun-Villaroche vervoerd waar het op 17 juni van het volgende jaar een eerste testvlucht maakte. Op 20 juni vloog het op de Paris Air Show.
Uiteindelijk werd toegegeven dat de Mirage IV/A een te klein bereik had en werd begonnen aan de ontwikkeling van de grotere Mirage IV/B. Toen dat project te duur werd koos men toch voor de Mirage IV/A. Het tweede prototype daarvan, de Mirage IV/A-02 vloog voor het eerst op 12 oktober 1961. Dit toestel werd geschikt bevonden voor serieproductie. Het eerste productietoestel vloog vervolgens in december 1963. Tot november 1966 werden er 62 gebouwd die tussen 1964 en 1968 operationeel werden.
In februari 1964 vormde de Franse luchtmacht de eerste twee Mirage IV-squadrons, gelegerd op de vliegbases Mont-de-Marsan en Saint-Dizier. Later werden deze gevolgd door nog zeven squadrons in drie regimenten in de Forces Aériennes Stratégiques (FAS), gelegerd op de vliegbases Avord, Cazaux, Luxeuil, en Orange. Nu het land kernmacht was geworden verliet Frankrijk in 1966 de militaire structuur van de NAVO.
Het belangrijkste doel van de Mirage IV/A's was het als vergeldingsaanval bombarderen van steden en bases in de Sovjet-Unie. Om die te kunnen bereiken schafte Frankrijk ook een vloot van 12 Boeing KC-135 Stratotankers aan voor bijtanken in de lucht. De Mirage IV/A's vlogen ook vaak in paren; het ene toestel droeg de bewapening en het andere de extra brandstoftanks waarmee het aanvallende toestel kon bijtanken.
De AN-11 (operationeel van 1963-1973), was het eerste Franse kernwapen en werd tevens het standaardwapen voor de Mirage IV/A. Deze vrijevalbom werd in 1963 bij de luchtmacht operationeel en had een sterkte van 60 kiloton TNT-equivalent. De Franse grondwet werd speciaal aangepast om de fabricage van 40 stuks en de mogelijke inzet in oorlogstijd te garanderen.
De AN-22 (operationeel van 1973-1988), waarvan er ook 40 werden gemaakt, werd de vervanger voor de AN-21; de sterkte van dit wapen was 70 kiloton.

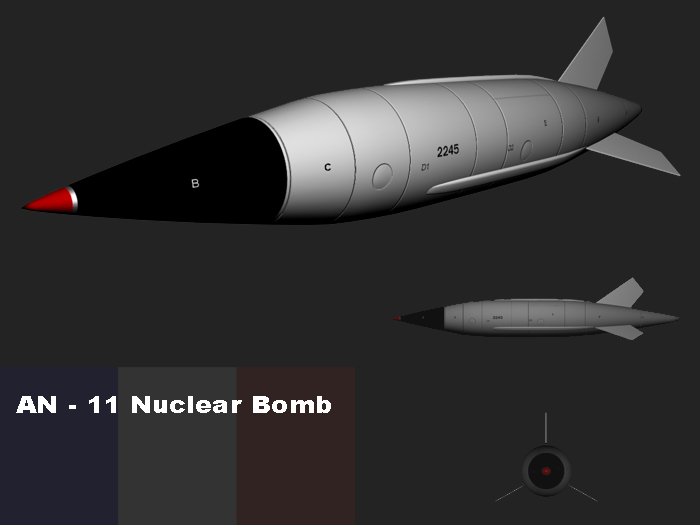
De Franse AN11 bom

De Mirage IV/A was oorspronkelijk bedoeld voor operaties op grote hoogte, met een bereik van 3500 km. Eind jaren 1960 werd dit echter te gevaarlijk vanwege verbeterde Sovjet luchtdoelraketten. De Mirage IV/A's werden omgebouwd voor uitvoering van low-level penetratiemissies. Hierdoor daalden echter de topsnelheid en het bereik.

### IV/P(pénétration) en IV/R(réconnaissance}
Tegen de 1970-1979 werd duidelijk dat de Mirage IV/A te kwetsbaar was voor luchtafweer om nog efficiënt zijn taak uit te voeren. Dit resulteerde in de ontwikkeling van de Air Sol Moyenne Portee (ASMP)-raket.
Deze kernraket werd in de vlucht afgevuurd en had een bereik van 400 km. De TN-80/81 waarvan er 18 waren gemaakt, was operationeel van 1985-1996 en de standaard thermonucleaire springkop voor de ASMP; de sterkte was tussen 100 en 300 kiloton.
19 Mirage IV/A's werden omgebouwd tot Mirage IV/P en droegen dit nieuwe wapen. De eerste vloog op 12 oktober 1982 en werd op 1 mei 1986 operationeel in twee squadrons. De andere Mirage IV-squadrons werden daarop opgeheven.
Twaalf toestellen werden uitgerust met camera's en sensoren voor verkenningsdoeleinden. Deze variant werd Mirage IV/R genoemd.
In 1996 nam de Mirage 2000N de nucleaire taak over en werden de Mirage IV/P-squadrons opgeheven. Slechts één squadron, het Escadron de Reconnaissance Stratégique bleef met 12 Mirage IV/R's over.
Inmiddels zijn alle toestellen buiten dienst gesteld en bijna allemaal gesloopt; een klein deel staat bewaard in musea.